# Hopel
Hopel (ook: De Hopel) is een kleine stadswijk van Kerkrade in de Nederlandse provincie Limburg.

## Administratieve geografie
De wijk ligt ongeveer 4 kilometer ten noorden van de kom van Kerkrade. Omdat bebouwde aansluiting met de laatste plaats ontbreekt, wordt De Hopel als een 'los' of apart gehucht beschouwd. Hopel ligt wél direct naast het kerkdorp Eygelshoven, dat eveneens een onderdeel van de gemeente Kerkrade is maar tot 1981 een zelfstandige gemeente was. De Hopel behoort daarentegen van oudsher tot Kerkrade, hoewel de inwoners zich  meer betrokken voelden bij Eygelshoven, er hun boodschappen deden en van voorzieningen in het aangrenzende dorp gebruik maakten. In het verleden pleitte de Hopeler bevolking voor een grenswijziging ten gunste van Eygelshoven. Ten opzichte van Kerkrade ligt de Hopel zeer geïsoleerd en de band met Kerkrade was in principe slechts administratief, maar een grenswijziging met Eygelshoven heeft nooit plaatsgevonden. Thans kan dit verleden van politiek-bestuurlijke verdeeldheid nog gezien worden aan de postale gegevens die nog van vóór 1982 stammen; zo schreef een inwoner van de Hopelse Zwaluwstraat "Kerkrade" onder zijn adres, gevolgd door "post Eygelshoven", terwijl zijn buurman aan de Eygelshovense Laurastraat op een brief hier slechts eenmaal "Eygelshoven" hoefde te vermelden.
De naam van de wijk komt van de nabijgelegen gelijknamige buurtschap, Oude Hopel, die op grondgebied van de gemeente Landgraaf ligt. Alle straatnamen in de wijk dragen de namen van vogels.

## Geschiedenis
De Hopel is een voormalige mijnwerkerskolonie, gesticht door de particuliere mijn Laura en Vereeniging. De steenkoolmijn Laura (gesloten in 1968) lag indertijd vlak naast de wijk, de Steenberg Laura ten noordwesten. De oprukkende mijnbouwindustrie in de 20e eeuw vereiste vele arbeiders, die uit verschillende delen van het land en, vanwege de lagere loonkosten, ook uit Oost-Europa werden gehaald. Zij werden ondergebracht in dit soort nederzettingen. De oudste huizen, karakteristieke, wit geschilderde arbeiderswoningen met markante voorgevels, rode daken en royale moestuinen, werden omstreeks 1906 gebouwd. Hiermee was de Hopel, op de door de Domaniale Mijnen tussen 1883 en 1902 gebouwde 'colonieën' na, de allereerste mijnwerkerskolonie van Nederland. Later brachten mijnondernemingen elders in de Oostelijke en ook de Westelijke Mijnstreek vlak bij hun zwarte industriecomplexen personeelsleden en hun gezinnen onder in een soortgelijke huisvesting.
In de jaren zestig werd de Hopelbuurt fors uitgebreid met vele minder esthetische rechthoekige woningen. Na de mijnsluiting raakten de meeste oude mijnwerkerskolonies in verval, maar de Hopel is inmiddels geheel gerenoveerd en wordt gezien als een monument dat herinnert aan de geschiedenis van de Nederlandse mijnbouw. De naam is ook terug te vinden in de voetbalvereniging Laura Hopel Combinatie.
Nabij de wijk stond tussen 1957 en 1994 een katholieke kerk, de Pastoor van Arskerk naar een ontwerp van architect Jan Drummen. Die werd afgebroken omdat ze overbodig raakte.
In 1948 werd er in Hopel de Mariakapel gebouwd.

## Vervoer
Vlak naast de wijk is de Miljoenenlijn aangelegd met hieraan het station Hopel. In 1966 vond een naamswijziging plaats in station Eygelshoven, hoewel de gemeentegrenzen nooit zijn gewijzigd. Rond 1970 is parallel aan deze spoorlijn een vierstrooks autoweg aangelegd, de N299 met een op- en afritconstructie die gedeeltelijk door de wijk loopt. De verbinding naar Kerkrade werd hierdoor verbeterd voor gemotoriseerd verkeer, maar voor niet-gemotoriseerd verkeer betekende het juist verslechtering. Fietsers en voetgangers moeten een omweg via Eygelshoven of Terwinselen nemen.

## Hopel als filmdecor
De voormalige kolonie Hopel vormt ook een belangrijk deel van het decor in de bioscoopfilm Doodzonde (1978), een psychodrama over de invloed van een zeer orthodox katholicisme in de jaren dertig in de Nederlandse mijnstreek. In deze productie van cineast René van Nie figureerden te midden van de inwoners van De Hopel diverse beroemde acteurs, onder wie de hoofdrolspelers Willeke van Ammelrooy, Renée Soutendijk, Josée Ruiter en Jan Decleir.

## Rijksmonumenten in De Hopel

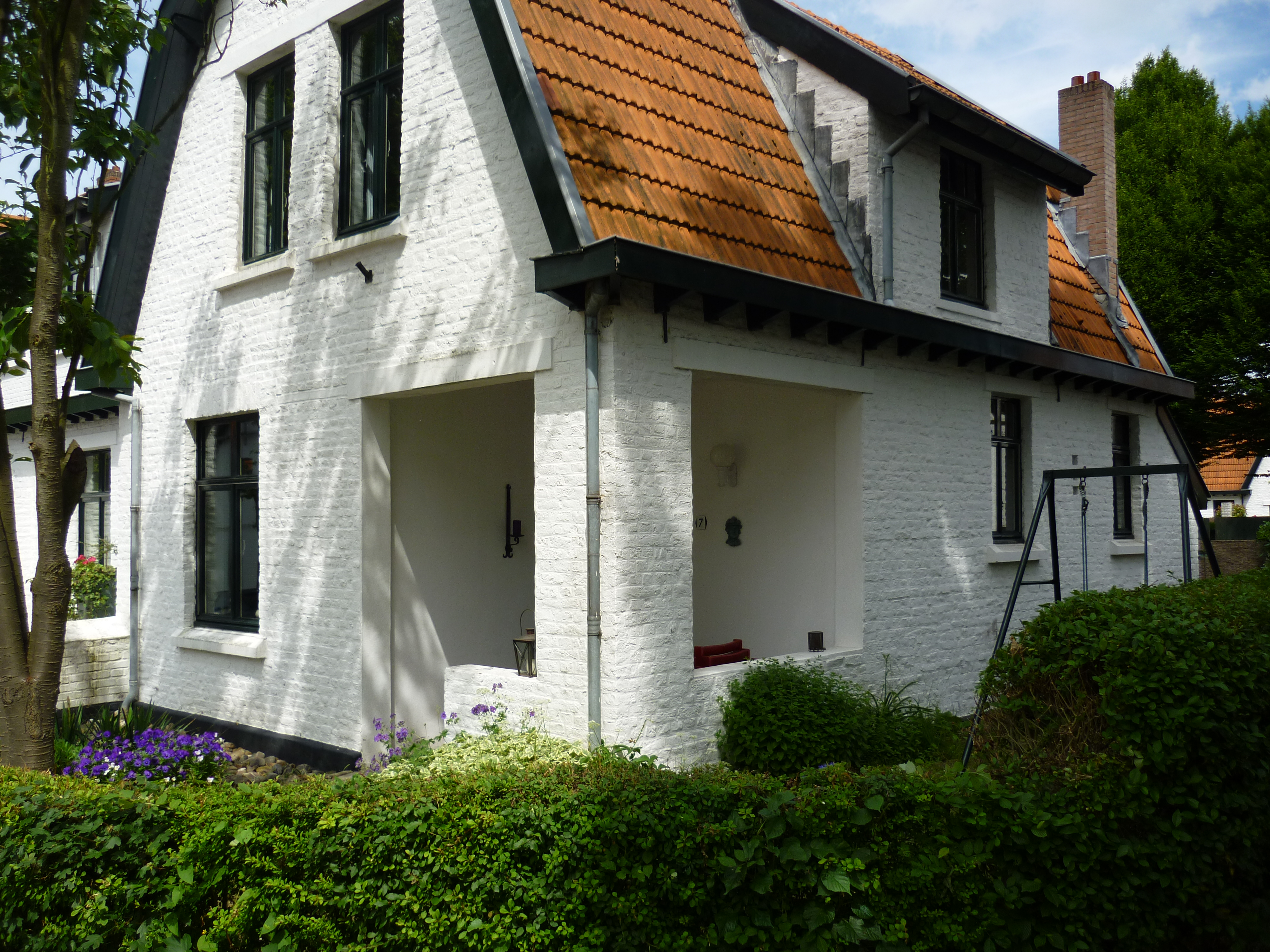
Vakantiehuis Buitenlust - een Rijksmonument in de Hopel waar je kunt logeren

De onder architectuur gebouwde huizen in Jugendstill dateren uit de jaren 1910. Licht, lucht en ruimte is het uitgangspunt geweest bij de bouw van deze huizen: dit ter compensatie van het zware ondergrondse werk van de mijnwerkers. Ook een moestuin was onderdeel van het ontwerp. De Hopel wordt ook wel de 'witte kolonie' genoemd omdat alle huizen wit zijn. Vanwege de cultuur-historische waarde zijn de huizen in de Hopel Rijksmonumenten. In Discovery Center Continium worden in een film over het mijnwerkersverleden deze Rijksmonumenten in beeld gebracht. Overnachting is mogelijk in de woning Merelstraat 7.